# Loughshinny
Loughshinny är en ort i republiken Irland.   Den ligger i provinsen Leinster, i den östra delen av landet, 26 km norr om huvudstaden Dublin. Loughshinny ligger 9 meter över havet och antalet invånare är 670.
Terrängen runt Loughshinny är platt. Havet är nära Loughshinny österut.  Närmaste större samhälle är Swords, 13,3 km sydväst om Loughshinny. 